# Teatro Apolo (Miranda de Ebro)
El Teatro Apolo (o también Teatro Salón Apolo) es el principal teatro de la ciudad de Miranda de Ebro (Burgos). Está situado en el centro del casco histórico de la ciudad junto a la iglesia de Santa María. Inaugurado en 1921 y en estado de ruina desde 1987 fue rehabilitado a partir de 2010 y abierto de nuevo en 2015.

## Historia
En el espacio en el que hoy se encuentra el teatro, hubo una sociedad recreativa y un palacete que fueron pasto de las llamas el 28 de diciembre de 1919. La propietaria de la finca, Dolores Ángel-Zorrilla de Velasco, decidió levantar de nuevo un edificio dedicado al ocio. El nuevo inmueble fue diseñado por el arquitecto riojano Fermín Álamo en 1920 y se inauguró el 4 de octubre de 1921 con la representación de la obra de teatro de los Hermanos Álvarez Quintero El genio alegre.

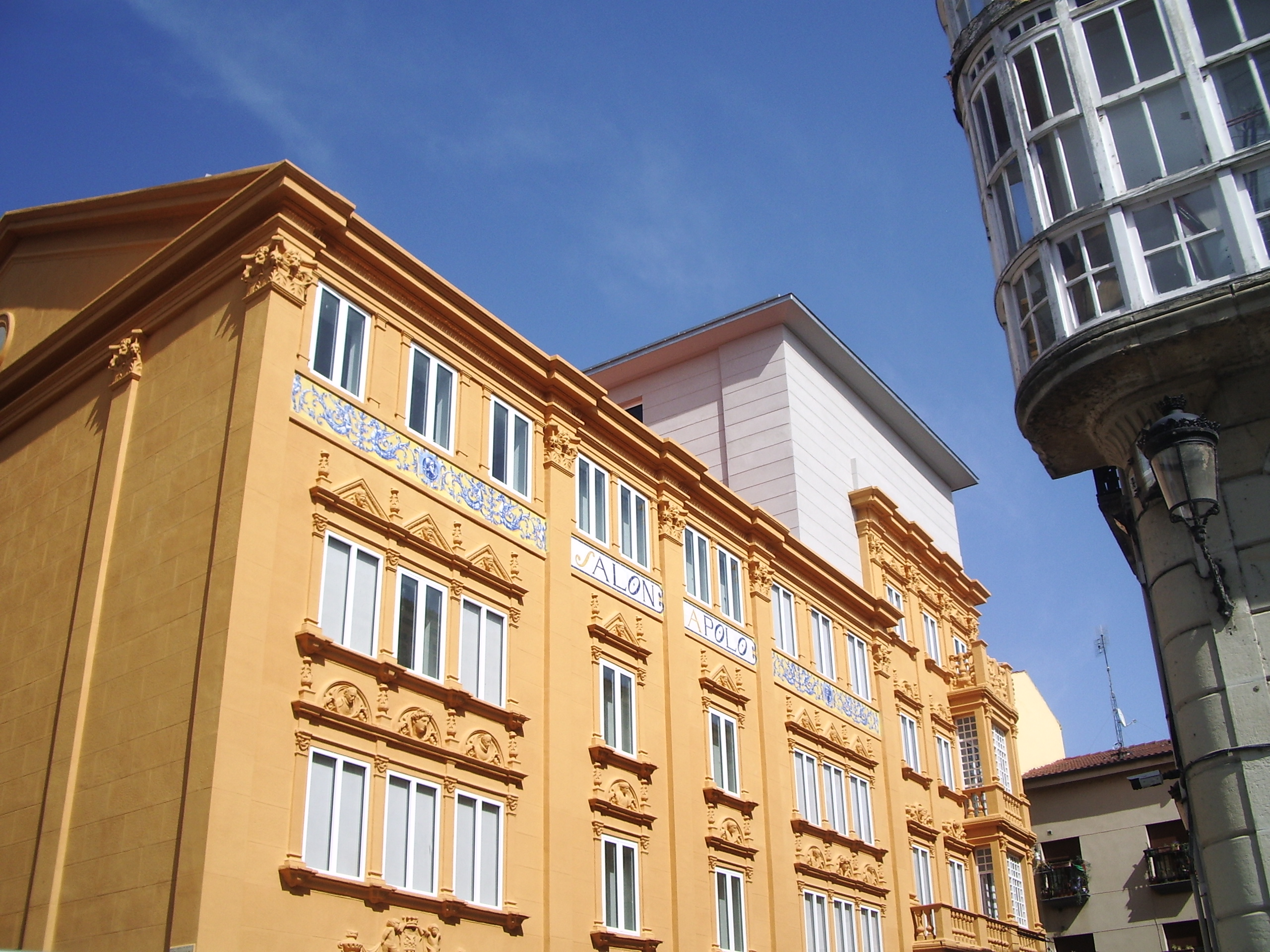
Vista del edificio.

El Teatro Apolo, de estilo neoclásico y neorrenacentista, es el mejor edificio de la primera mitad del siglo XX de la ciudad. Las fachadas del edificio emplean cemento en estucado punteado a la catalana, método que intenta imitar a la piedra y que tuvo su auge en Miranda en los años 1920. Están decoradas con columnas de orden gigante y frontones triangulares típicos del neoclasicismo. Destacan en los tímpanos de las ventanas los bustos de personajes célebres del teatro español, de la cultura y de la mitología clásica. En el interior, la sala, en forma de herradura, a la italiana, constaba de patio de butacas, palcos bajos, platea, anfiteatro, etc. El interior estaba decorado con motivos griegos como figuras de Apolo y Hermes, relieves de estuco representando a clípeos, dragones, jóvenes griegos, etc. Fermín Alamó también construyó un edificio de viviendas anexo al teatro del mismo estilo.
En 2009 se aprobó la rehabilitación del teatro con un plazo de ejecución de 26 meses. El coste ascendió a 7,44 millones de euros y su financiación es del 60% por parte del gobierno central, 30% la Junta de Castilla y León y 10% el Ayuntamiento. El arquitecto encargado fue Miguel Verdú Belmonte. Tiene una superficie total construida de 3.000 m² de los cuales 2.500 m² serán útiles. Se construirá un edificio acristalado en las traseras que servirá de hall y zona de servicios (ascensor, WC, cafetería,...). El escenario tiene 147 m² y la sala tiene una capacidad de 473 espectadores repartidos entre la platea y los palcos. Su estilo es semejante al predecesor, de estilo a la italiana. Se reinauguró el 8 de mayo de 2015.